# Сарего
Сарего, Сареґо (італ. Sarego, вен. Sarègo) — муніципалітет в Італії, у регіоні Венето, провінція Віченца.
Сарего розташоване на відстані близько 410 км на північ від Рима, 75 км на захід від Венеції, 19 км на південний захід від Віченци.
Населення — 6818 осіб (2014).

## Демографія
Населення за роками:

Станом на 1 січня 2023 року в муніципалітеті офіційно проживало 898 іноземців з 43 країн, серед них 126 громадян країн Євросоюзу та 3 громадяни України.

## Сусідні муніципалітети
- Брендола
- Гранкона
- Лоніго
- Монтебелло-Вічентіно